# 自由意志主義共和黨人
自由意志主義共和黨人（英語：Libertarian Republican）是美國共和黨內支持自由意志主義政策並投票支持共和黨的人。據皮尤研究中心的調查顯示，12%的共和黨人認為他們自己是自由意志主義者。自由意志主義共和黨人的規模比共和黨內的主流共和黨人、茶黨和基督教保守派等流派的規模要小，但大於東北部溫和派共和黨人和新保守主義鷹派共和黨人。與其他共和黨內流派相比，自由意志主義共和黨人對共和黨的忠誠度較低。著名的代表人物包括肯塔基州參議員蘭德·保羅、猶他州參議員麥克·李、亞利桑那州前參議員傑夫·佛雷克、密歇根州前眾議員賈斯汀·阿馬什、肯塔基州眾議員托馬斯·馬西、愛達荷州前州長巴奇·奧特、演員克林·伊斯威特、商人彼得·提爾等人。